# Simon Kim Ju-young
Simon Kim Ju-young (ur. 3 marca 1970) – koreański duchowny katolicki, biskup diecezjalny Chuncheon od 2021.

## Życiorys

### Prezbiterat
Święcenia kapłańskie przyjął 15 grudnia 1998 i został inkardynowany do diecezji Chuncheon. Przez wiele lat kierował diecezjalnym ośrodkiem badań nad historią Kościoła. Był także m.in. dyrektorem kurialnych wydziałów ds. edukacji i powołań oraz sekretarzem komisji Konferencji Episkopatu Korei ds. pojednania.

### Episkopat
21 listopada 2020 papież Franciszek mianował go biskupem diecezjalnym Chuncheon. Sakry biskupiej udzielił mu 6 stycznia 2021 kardynał Andrew Yeom Soo-jung – arcybiskup Seulu.